# Journalismus in Österreich
Der Journalismus in Österreich hat sich seit Beginn des 16. Jahrhunderts entwickelt.

## Historischer Überblick
Die Presse ist das älteste Massenmedium. Die älteste bisher aufgefundene gedruckte Zeitung, die gereimte „Hofmär aus dem Niederland“, soll aus der Druckerei Hanns Winterburger in Wien aus dem Jahr 1488 stammen. In ihr wird das Schicksal des in Brügge (Grafschaft Flandern) gefangenen römischen Königs Maximilian I. geschildert. 1493 wird in der Wiener Zeitung „Begencknus kaiserlicher Maiestat“ das Leichenbegängnis Friedrich III. beschrieben. 1540 wurde dem Drucker Johannes Singriener das Privileg „zur Veröffentlichung aller Novitäten, die den Staat betreffen“ erteilt.
1615 erhielten die Drucker Gregor Gelbhaar und Mathias Formica die Bewilligung, „die eingelangten wochentlichen ordinari und extra ordinari Zeitungen und was denselben anhängig“ zu drucken.
Um 1620 erschienen in Wien bereits drei regelmäßige Zeitungen: Die „Ordentlichen Postzeitungen auß Wien“ (Hrsg. Wiener Hofpostamt) erschien einmal wöchentlich und berichtete von lokalen Ereignissen in Wien und Österreich. Die „Ordinari Zeitungen“ erschienen, einen halben Bogen stark, ebenfalls einmal wöchentlich und brachten ausschließlich die aus dem Ausland einlaufenden Nachrichten. Die „ordentlichen Zeitungen aus Wien“ brachten einmal wöchentlich vorwiegend Hofnachrichten. Doch all diesen Zeitungen war nur ein kurzes Leben beschieden.
Während des 17. Jahrhunderts machte sich die Vorliebe des Hofes für die italienische Sprache auch im Journalismus bemerkbar. Italienische Relationen druckten Gregor Gelbhaar und J. J. Kürrner bereits 1637 und 1658. Aber erst 1671 durfte Giovanni Battista Hacque ein italienisches Blatt, den „Il Corriere ordinario“ zweimal wöchentlich herausgeben. Nach seinem Tod übernahm Johann van Ghelen die Firma.
Während des 18. Jahrhunderts konzentrierte sich die österreichische Journalistik fast ausschließlich auf Wien. Behindert wurde sie allerdings durch eine streng gehandhabte Zensur.
1703 erschien erstmals der „Posttägliche Mercurius“, der Vorläufer des „Wienerischen Diarium“, das von der Regierung zum offiziellen Organ, zur Staatszeitung erhoben wurde. Dies Zeitung nahm 1780 den Titel Wiener Zeitung an und existiert noch heute. 1863 schließlich erhielt die Wiener Zeitung noch eine halbamtliche „Schwester“, die Wiener Abendpost beigestellt.
Zwischen 1770 und 1795 erschienen zahlreiche Fachzeitschriften:
„Physikalische Arbeiten der einträchtigen Freunde in Wien“ (Hrsg. Freimaurerloge Zur wahren Eintracht), erstes medizinisches Fachblatt „Physikalisch-medicinisches Diarium“ (Hrsg. A. Kirchvogel), „Medizinisches Wochenblatt“ und „Wienerische Beiträge zur praktischen Arzneikunst und Geburtshilfe“ (Hrsg. Josef Mohrenheim), „Medicinische Monatschrift“ (Hrsg. G. E. Kletter), weiters eine „Bibliothek der mährischen Staatskunde“ und das erste rechtswissenschaftliche Fachblatt „Die österreichischen Rechte“. Landwirtschaftliche, wirtschaftliche und Gewerbefragen wurden behandelt in der „Wiener ökonomischen Zeitung“, der „Wiener Handlungs-Zeitung oder wöchentliche Nachrichten vom Handel, Manufacturwesen und Ökonomie“ sowie der „Wiener Mode-, Fabriken- und Gewerbezeitung“. Die Fachpresse bildete einen tröstlichen Gegensatz zu der durch die Zensur stark eingeschränkten politischen Journalistik. Joseph von Sonnenfels entfaltete eine reiche publizistische Tätigkeit im Sinne der Aufklärung.
Eine Lockerung der Zensur erfolgte durch das Zensurpatent vom 11. Juni 1781.
Kritik, die in einer heiteren Form verpackt war, brachten die von Josef Richter begründeten „Briefe eines Eipeldauers an seinen Herrn Vetter in Kakran, über d’Wienstadt“. Die Eipeldauer-Briefe wurden die langlebigste aller Wochenschriften und sind auch heute noch bekannt und werden gerne gelesen.
Mit dem Tod Josephs II. endete auch die Zeit einer relativen Pressefreiheit. Die französische Revolution veranlasste die Herrscherhäuser zu einem restriktiven Vorgehen gegen die Presse. Ein Dekret vom 16. April 1803 verbot schließlich Zeitungen überhaupt, wenn sie nicht von Regierungsstellen autorisiert worden waren. Zusätzlich sorgte eine Besteuerung dafür, dass auch den Zeitungen die ökonomische Basis entzogen wurden. Diese Maßnahmen galten nicht nur für die inländische Presse, sondern betrafen auch die ausländischen journalistischen Erzeugnisse. Es gab daher um 1790 nur mehr wenige Monatsblätter, so zum Beispiel das „Historisch-politische Journal“ und die „Österreichische Monatsschrift“. Fürst Metternich und an seiner Seite einer der glänzenden Publizisten dieser Zeit, Friedrich von Gentz, verkannten keineswegs die Bedeutung der öffentlichen Meinung, meinten aber, sie manipulieren zu können. Die öffentliche Meinung, schrieb Metternich, ist das mächtigste Mittel … sie zu verachten ist … gefährlich … sie erfordert eine besondere Pflege, konsequente und ausdauernde Unterstützung. Die wissenschaftlich Fachpresse des Vormärz verdient besondere Erwähnung, da sie von hoher Qualität war: „Archiv für Geographie, Historie, Staats- und Kriegswissenschaft“ (herausgegeben 1810 bis 1835 von Joseph von Hormayr), „Fundgruben des Orients“ (Hrsg. Joseph von Hammer-Purgstall) und die von Erzherzog Karl 1803 gegründete „Österreichische Militärische Zeitschrift“.
In der vormärzlichen Zeit erreichte die österreichische Publizistik einen absoluten Tiefstand.
1789 erschienen 3,5 Millionen Einzelnummern und etwa 50 politische Blätter. 1847 gab es in sämtlichen damals in Reichsrat vertretenen Königreichen und Ländern nicht mehr als 79 periodische Blätter, darunter bloß 19 politische Zeitungen, von denen 12 amtlichen Charakter besaßen – die Früchte des Metternichschen Zensursystems.
Während der Zeit des Nationalsozialismus wurden viele, nicht systemkonforme Journalisten ermordet, zum Berufswechsel oder zur Emigration gezwungen. Vor allem unter den jüdischen Journalisten war die Opferzahl sehr hoch. Dieser Wegfall des jüdischen Elementes hatte eine große Lücke im österreichischen Journalismus zufolge, welche bis heute nicht geschlossen werden konnte.
Die Journalistengewerkschaft führte ab 1945 die Entnazifizierung des österreichischen Pressewesens durch. Im Mai 1945 erfasste die Gewerkschaft mittels Anmeldebogen alle Journalisten in Österreich. Der Fragebogen diente dazu, die Anwärterschaft oder Mitgliedschaft in der NSDAP festzustellen. Die politischen Parteien schlossen jedoch noch 1945 ein Abkommen, dass keine Angriffe gegen ehemalige NS-Journalisten veröffentlicht werden sollten.
Erst in den Siebzigerjahren begann in Österreich der sogenannte „Nachholprozess“. „Österreich hätte demnach den Schritt zu einem politischen System vollzogen, in dem die Massenmedien als quasi Vierte Gewalt fungieren“. Das äußerte sich auch in einer Zunahme des sogenannten Enthüllungsjournalismus. Der Aufschwung des Pressewesens hatte nicht nur den Inlandsmarkt belebt, sondern auch die ökonomische Basis einiger Medienunternehmen verbessert.
Den Journalisten wurden im Zuge des wirtschaftlichen Aufschwunges einige Sonderrechte zugestanden, zum Beispiel steuerliche Vorteile, Erste-Klasse-Fahrten, sowie diverse andere Ermäßigungen.
Im Journalismus der Zweiten Republik tauchten nun auch sogenannte „Erscheinungsformen“ auf. „Verpackung“ und „Ausstattung“ der Medien wurde immer wichtiger und aufwändiger. Beispiele dafür sind die Wochenzeitschriften „Wiener“ oder „Basta“.
Der Journalismus war lange Zeit traditionell eine Männerdomäne. Noch 1982 zum Beispiel betrug der Frauenanteil der Belegschaft des ORF rund 30 Prozent. Frauen waren zudem meist in den schlechter bezahlten Jobs tätig.
„Was wir hingegen heute besser als früher sehen können, ist die ausgeprägte personelle Kontinuität zwischen dem Journalismus des Austrofaschismus, der NS-Herrschaft und der Nachkriegszeit – trotz verschiedener Entnazifizierungsbemühungen vor allem in Osten Österreichs“.

## Mediensystem Österreich
„Das österreichische Mediensystem ist zu einem guten Teil durch den kleinstaatlichen Charakter der Alpenrepublik und die Anbindung an einen großen gleichsprachigen Nachbarmarkt gekennzeichnet.“ Daraus ergibt sich die Gefahr zu stark vom Markt des Größeren abhängig zu werden. Die Vorteile eines kleinstaatlichen Marktes (zum Beispiel korporatistische Regulierung und große Beweglichkeit) gehen durch die Liberalisierung und Marktöffnung zusehends verloren. „Am Beispiel Belgiens ließe sich gleichzeitig demonstrieren, daß die Politik eines Kleinstaates imstande ist einmal begangene Fehler (…) auch wieder zu korrigieren.“ Der Markt ist durch eine überdurchschnittliche Verflechtung gekennzeichnet, was sowohl aus kartellrechtlicher Sicht problematisch ist, aber auch vom Gedanken her, dass Journalismus die 4. Säule der Demokratie ist. Mittlerweile wurde der Markt für einige deutsche Verlagshäuser eine willkommene Expansionsfläche (siehe die Beteiligung der WAZ-Mediengruppe). Im TV-Bereich hat der ORF nach wie vor seine klare Monopolstellung, wobei in den letzten Jahren die deutschen Privatsender ihr Programm dem österreichischen Markt angepasst haben (Nachrichten speziell für Österreich, Österreich-Wetter). Außerdem hat auch in Österreich eine Reihe von Privatsendern aufgesperrt.

## Mediennutzung in Österreich
Definition des Begriffs Mediennutzung
Der Begriff Mediennutzung meint den Kontakt zwischen dem Kommunikationsmittel mit Breitenwirkung (Massenmedien) und seinem Publikum. Wer dabei wie lange mit welchem Angebot (Medium) warum in Berührung kommt, wird in der Mediennutzungsforschung analysiert.
Die Mediennutzung in Österreich ist vergleichbar mit der in der Schweiz, Deutschland oder anderen modernen Gesellschaften. Allerdings besteht eine Abhängigkeit mit den Strukturen und Perspektiven der Medienlandschaft des jeweiligen Landes und der Mediennutzung vom jeweiligen Volk.
Die österreichische Medienlandschaft ist im Vergleich zum großen Nachbarn im Norden verhältnismäßig klein, dafür bezüglich ihrer Reichweite relativ stabil. Zu dieser Erkenntnis kommt die Österreichische Media-Analyse.
Der durchschnittliche Österreicher verbringt laut aktuellen Studien mit Medien täglich mehr als acht Stunden und damit ist nur das Schlafen, nimmt man den Zeitaufwand als ein Kriterium, ähnlich wichtig.
Laut der 2008 durchgeführten Studie ist Österreich die Online-Medien betreffend ganz besonders aktiv, denn 72 % der Österreicherinnen und Österreicher ab 14 Jahren sind aktive Internet-User, womit Österreich im europäischen Vergleich im Spitzenfeld liegt.

## Der österreichische Journalist/die österreichische Journalistin

### Arbeitsbedingungen
Mit dem Begriff „österreichischer Journalist“ sind all jene gemeint, die hauptberuflich bei Unternehmen bzw. Redaktionen arbeiten und im Print-, Online-, TV- und Radiojournalismus tätig sind. Für diese gelten das Medien- bzw. das Journalistengesetz. Nach der aktuellsten nationalen Erhebung für „Der österreichische Journalismus-Report 2020“ arbeiten 5.350 angestellte und pauschaliert tätige Journalisten in Österreich. Das sind um 25 % weniger als im Jahr 2006 bei der ersten Gesamterhebung von Medienhaus Wien. Dazu kommen etwa 600 bis 900 freie Journalisten.
Laut Gesamterhebung aus dem Jahr 2006 arbeiteten damals 67 Prozent der österreichischen Journalisten in Printmedien, 17 Prozent beim Radio, 10 Prozent beim Fernsehen. Davon beschäftigten sich die meisten mit den Bereichen Chronik, Wirtschaft und Politik. Die wenigsten widmen sich der Kultur.
Das Nettoeinkommen (im Schnitt 2.216 Euro, Stand 2008) lag deutlich über dem österreichischen Durchschnittsgehalt. Trotzdem ist nicht einmal die Hälfte der österreichischen Journalisten mit der Höhe ihrer Bezahlung zufrieden. Journalisten mit vielen Dienstjahren und entsprechender Position können allerdings sechsstellige Netto-Jahreseinkommen beziehen. Zu den Topverdienern zählen die TV-Journalisten beim öffentlich-rechtlichen ORF. Freiberufliche Journalisten verdienen weitaus weniger als all jene mit fixen Anstellungen. Von den freien Journalisten gaben 2006 nur 15 % an, dass die Bezahlung in der letzten fünf Jahren gestiegen ist.
Österreichische Journalisten (Daten aus 2006)
- sind im Durchschnitt 40 Jahre alt
- etwa zwei Drittel haben keinen Hochschulabschluss (34 Prozent sind Akademiker, 41 % der Frauen, 29 % der Männer)
- 76 Prozent arbeiten Vollzeit (68 % der Frauen, 82 % der Männer)
- 14,5 Prozent sind in einer leitenden Position (9 % der Frauen, 18 % der Männer)
- Unter den Jungjournalisten (bis 29 Jahre) stellen Frauen mit 58 % bereits die Mehrheit. Bei den 30- bis 39-Jährigen, der größten Gruppe unter Österreichs Journalisten, herrscht annähernd Parität. (Stand 2008)

### Politische Orientierung
Die Studie „Journalisten-Report II“ aus dem Jahr 2008 kam in einer Befragung von 500 repräsentativ ausgewählten Journalisten zu dem Ergebnis, dass Journalisten, ähnlich wie in Deutschland, politisch deutlich weiter links stehen als die Gesamtbevölkerung.   34 Prozent der Medienleute nannten die Grünen als die ihnen am nächsten stehende Partei. (Die Dunkelziffer dürfte jedoch noch höher sein.) Die ÖVP kam auf 14 Prozent, die SPÖ auf neun.
Bei einer Studie des Magazins „Reader's Digest“, die erhoben hat, welchen Berufsgruppen die Menschen am meisten vertrauen, lagen Journalisten nur drei Plätze vor Politikern und Autoverkäufern. Nicht einmal ein Viertel (24 Prozent) der 900 befragten Österreicher vertrauen der Berufsgruppe der Journalisten, europaweit sind es 27 Prozent. (Stand 2010)

## Journalistisches Selbstverständnis in Österreich
In Österreich ist der Schutz der journalistischen Berufsausübung im „Bundesgesetz vom 12. Juni 1981 über die Presse und andere publizistische Medien (Mediengesetz)“ verankert. Es garantiert unter anderem den Schutz namentlich gekennzeichneter Beiträge, kein Veröffentlichungszwang und Persönlichkeitsschutz, welche es den Journalisten in Österreich erlauben Informanten, welche gesetzlich verfolgt werden, geheim zu halten, außer bei schwerwiegenden Vergehen.
Die Arbeit des Journalisten besteht vor allem aus Organisation und Technik. Zeit für das Verfassen von größeren Reportagen bleibt selten. Von außen wird der österreichische Journalismus positiver wahrgenommen als von den Journalisten selbst. Sie idealisieren ihren Beruf, indem sie auch Dinge machen, die nicht von ihnen gefordert werden. Bereits 1977 wurde eine Studie von M. Gottschlich und F. Karmasin zu diesem Thema durchgeführt, bei der herausgefunden wurde, dass das Selbstbild des österreichischen Journalisten negativer ist als dessen Fremdbild. Später, im Sommer 2004, wurde vom Wiener Institut Gallup eine neue Studie durchgeführt, bei der sich die Ergebnisse von 1977 bestätigten.
Die Ähnlichkeiten zu Deutschland sind nicht nur in den gesetzlichen Grundlagen zu finden, sondern auch im journalistischen Alltag wird ein ähnliches Selbstverständnis praktiziert.

## Auslandskorrespondenten

### Begriffsbestimmung
Als Auslandskorrespondenten werden pauschal vertragliche Angestellte oder auch freiberufliche Mitarbeiter von Nachrichtenagenturen sowie Informationsdiensten der Print- und Funkmedien außerhalb der eigentlichen Hauptredaktion des Medienstandortes bezeichnet. Das Hauptmerkmal des Auslandskorrespondenten ist dementsprechend eine journalistische Tätigkeit außerhalb des eigenen Staates, in welchem das entsprechend zugehörige Medium erscheint. Ebenfalls muss im Rahmen dessen eine regelmäßige Berichterstattung erfolgen.

### Arten der Auslandskorrespondenz
- Ständige Korrespondenten sind durch die Heimatredaktion über einen längeren Zeitpunkt ins Ausland versetzt worden. Die Redaktion entscheidet hierbei über den Zeitraum.
- Sonderberichterstatter werden zu bestimmten Ereignissen und aus einem aktuellen Anlass ins Ausland berufen. Die Reaktionen berufen sich hierbei auf Experten oder auf ehemalige Auslandskorrespondenten, welche mit den Gegebenheiten vor Ort bereits vertraut sind.
- Kriegsberichterstatter werden in spezielle Krisen- und Kriegsgebiete entsendet. Die entsprechende Berufserfahrung spielt eine wesentliche Rolle. Die Recherche von objektiven Informationen stellt sich als einen problematischen Faktor in der Berichterstattung dar.
- Reisekorrespondenten informieren über einen Zeitraum regelmäßig über einen Ort und die damit verbundenen Ereignisse. Die Berichterstattung vor Ort soll tiefere Einblicke in Geschehnisse einer Region oder eines Landes bieten.[41]

### Wer hat wo Auslandskorrespondenten
Beispiele von Auslandskorrespondenten, die für drei große österreichische Medien arbeiten. Einige arbeiten als freie Journalisten für mehrere Arbeitgeber gleichzeitig, während andere als Festangestellte nur für ein Medium berichten.
- ORF: Karim El-Gawhary (Arabischer Raum und Iran, Kairo), Peter Fritz (Deutschland, Berlin), Ernst Gelegs (Ungarn, Rumänien und Bulgarien, Budapest), Verena Gleitsmann (USA, Washington), Andreas Jölli (Deutschland, Berlin), Ernst Kernmayer (Belgien, Brüssel), Alexander Kofler (Italien, Rom), Christian Lininger (Russland, Moskau), Raimund Löw (China, Peking), Josef Manola (Iberische Halbinsel und Maghreb, Madrid), Eva Pöcksteiner (Großbritannien und Irland, London), Carola Schneider (Russland, Moskau), Mathilde Schwabeneder-Hain (Italien, Rom), Birgit Schwarz (Deutschland, Berlin), Ben Segenreich (Israel), Christian Staudinger (USA, Washington), Raphaela Stefandl-Herburger (Schweiz und Liechtenstein), Cornelia Primosch (Frankreich, Paris), Hannelore Veit-Fauqueux, (USA, Washington), Christian Wehrschütz (Ukraine, ehemaliges Jugoslawien und Albanien, Belgrad), Jörg Winter (Türkei, Schwarzmeerregion und Iran, Istanbul), Hans Woller (Frankreich, Paris)[42][43][44]
- Die Presse: Balmer Rudolf (Frankreich, Paris), Bauer Peter (USA, New York), Bognar Peter (Ungarn, Budapest), Braune Gerd (Kanada, Ottawa), Caspar Luzian (USA, Washington), Claasen Dieter (Großbritannien, London); El-Gawhary Karim (Arabischer Raum und Iran, Kairo), Gamillscheg Hannes (Dänemark, Kopenhagen), Gerber Thomas (Schweiz, Bern/Luzern), Glass Nicolas (Thailand, Bangkok), Goerdeler Carl D. (Brasilien, Rio de Janeiro), Hetzel Helmut (Niederlande, Den Haag), Jessen Corinna (Griechenland), Keetman Jan (Türkei, Istanbul), Knaul Susanne (Israel, Tel Aviv), Knemeyer Thomas (Südafrika, Pretoria), Kreiner Paul (Italien, Rom), Krohn Knut (Polen, Warschau), Köhler Angela (Japan, Tokio), Lietsch Jutta (China, Peking), Male Eva (Deutschland, Berlin), Mayrbäurl Cornelia (Argentinien, Buenos Aires), Pöll Regina (Belgien, Brüssel), Rathfelder Erich (Bosnien und Herzegowina, Sarajevo), Reiserer Axel (Großbritannien, London), Roser Thomas (Serbien, Belgrad), Schmidt Hans-Jörg (Tschechische Republik, Prag), Schulze Ralph (Spanien, Madrid), Steiner Eduard (Russland, Moskau), Stäcker Dieter (Deutschland, Berlin), Thanei Christoph (Slowakei, Bratislava), Vieregge Thomas (USA, Washington), Zastiral Sascha (Indien, New Delhi), Zumach Andreas (Schweiz, Genf).[45]
- Der Standard: Baumann Birgit (Deutschland, Berlin), Diethelm Verena (Russland, Moskau), Dilger Gerhard (Lateinamerika, Porto Alegre), Erling Johnny (China, Peking), Frefel Astrid (Arabischer Raum, Kairo), Gottschlich Jürgen (Türkei, Istanbul), Herrmann Frank (USA), Ivanij Andrej (Serbien, Belgrad), Lesser Gabriele (Polen, Warschau), Logmany Amir (Iran, Teheran), Mayer Thomas (NATO, EU und Europa), Mumelter Gerhard (Italien, Rom), Schuster Robert (Tschechische Republik, Prag), Segenreich Ben (Israel), Wälterlin Urs (Südpazifikraum), Weiss Sandra (Lateinamerika).[46][47][48][49]

## Ausbildungssituation in Österreich
In Österreich kann man lediglich von einer Semiprofessionalisierung des Berufsstands sprechen. Grund hierfür ist die zum einen nicht gleichwertige Ausbildung an den österreichischen Hochschulen, zum anderen die nicht notwendige Vorlage von berufsqualifizierenden Nachweisen bei Berufseinstieg. Ein Großteil der österreichischen Journalisten kann nur freie Tätigkeiten oder ein nicht abgeschlossenes Studium vorweisen. Nichtsdestotrotz verteidigen viele Verleger den freien Zugang zum Beruf, wohingegen aber zum Beispiel der ORF mit einem Assessment-Center versucht die Professionalisierung voranzutreiben.
Verbindliche Weiterbildungsnachweise entsprechend einem Kollektivvertrag werden erst beim Aufstieg zum Redakteur verlangt. Grundlage für diese Weiterbildung ist das vom Kuratorium für Journalistenausbildung betriebene „Österreichische Journalisten-Kolleg“.

### Universitäre Ausbildung
Universitäre Ausbildungen sind vorwiegend an den Universitäten Wien, Klagenfurt und Salzburg im Rahmen des Studiengangs Publizistik- und Kommunikationswissenschaft möglich.
Weiter gibt es in Wien die Möglichkeiten an der Filmakademie Wien oder der Webster University Vienna journalistische Hochschulbildung zu erlangen.

### Universitäre Lehrgänge
Neben den Universitäten Wien, Graz und Salzburg bietet auch das Zentrum für Journalismus und Kommunikationsmanagement (JoKom) der Donau-Universität Krems einen Lehrgang an.

### Fachhochschulen
Fachhochschulen bieten praxisbezogene Medienstudiengänge an in Wien (Journalismus, FHW Wien), Graz (Journalismus und Public Relations, FH Joanneum), Sankt Pölten (Medienmanagement, FH St. Pölten). Vorarlberg (Videojournalismus und InterMedia, FH Vorarlberg) sowie auslaufend in Salzburg (Digitales Fernsehen, FH Salzburg).
Ein Dissertationsstudium an einer Universität ist danach möglich.

### Lehrredaktionen und betriebliche Ausbildungsangebote
Dem wachsenden Bewusstsein über die Voraussetzung guter fachlicher Qualifikationen ist es geschuldet, dass Lehrredaktionen und betriebliche Ausbildungsangebote zunehmend an Bedeutung gewinnen. Hierzu zählen beispielsweise das Vorarlberger Medienhaus, die Lehrredaktionen des Wirtschaftsblatts oder der Wiener Zeitung sowie das interne Ausbildungsprogramm des ORF.

### Berufliche Weiterbildung
Wer bereits im Beruf verankert ist, für den gibt es Weiterbildungsangebote des Medienhaus Wien, des fjum_forum journalismus und medien, des Kuratorium für Journalistenausbildung, der Oberösterreichischen Journalistenakademie, der Katholischen Medien Akademie, des Polycollege Stöbergasse, bei der Österreichischen Gesellschaft für Publizistik und Medienforschung (GESPU), dem Friedrich-Funder-Institut oder beim Friedrich-Austerlitz-Institut.

### Praxis der Realität
Üblicherweise beginnt aber der Werdegang mit einem Volontariat zum Beispiel während der Studienzeit. Dieses ist sogar verpflichtend bei den Fachhochschulen. Das Kuratorium für Journalistenausbildung sowie das Friedrich-Austerlitz-Institut vergeben hierfür Stipendien an Studierende der Universitäten.

## Österreichische Journalisten

### Wichtige, bereits verstorbene Journalisten
Nachfolgende Personen nach Geburtsdaten geordnet:
- Gustav Davis (* 3. März 1856 in Bratislava; † 21. August 1951 in Gut Hohenlehen, Hollenstein an der Ybbs) war Herausgeber und Gründer der „Kronen Zeitung“ und schrieb unter dem Pseudonym G. Tannhofer.
- Max Winter (* 9. Januar 1870 in Ungarn; † 11. Juli 1937 in Hollywood), gilt als der Schöpfer der Sozialreportage im deutschsprachigen Raum.
- Karl Kraus (* 28. April 1874 in Jitschin (Böhmen); † 12. Juni 1936 in Wien) war Publizist und scharfer Kritiker der Presse und des Hetzjournalismus, er nannte dies Journaille.
- Ernst Molden (* 30. Mai 1886 in Wien; † 11. August 1953 ebenda) war in der Zeit von 1921 bis 1939 Chefredakteur der Neuen Freien Presse und begründete im Jahr 1946 die heute noch existierende Nachfolgezeitung Die Presse, deren Herausgeber und Chefredakteur er bis zu seinem Tod 1953 war.
- Rudolf Kalmar junior (* 18. September 1900 in Wien; † 18. Jänner 1974 ebenda) gehörte zu den bemerkenswertesten Journalisten Österreichs. Er studierte und promovierte an der Universität Wien und begann schlussendlich seine Karriere beim Deutschen Volksblatt. 1921 übernahm er die Leitung des lokalen Teils der Zeitung Der Wiener Tag und wurde „in der Folgezeit gemeinsam mit Vincenz Ludwig Ostry Chefredakteur des Wiener Tag und des Montagsblattes Der Morgen, die mit dem ihnen angegliederten Zehngroschenblatt am Montag einen österreichischen Kurs vertraten.“ 1947–1956 war er Chefredakteur der ersten Zeitung der Zweiten Republik, Neues Österreich.
- Milan Dubrović (* 26. November 1903 in Wien; † 11. September 1994 ebenda) war Publizist, Chefredakteur und Herausgeber. Zu nennen sind hier die „Wiener Allgemeinen Zeitung“, das „Neue Wiener Tagblatt“ und die „Die Presse“ als einige seiner Arbeitsplätze.
- Otto Schulmeister (* 1. April 1916 in Wien; † 10. August 2001 ebenda) war über rund drei Jahrzehnte Chefredakteur sowie Herausgeber der österreichischen Tageszeitung Die Presse. Er galt als Doyen des Journalismus und als einer der wichtigsten, aber auch umstrittensten Chefredakteure der Nachkriegszeit.
- Hans Dichand (* 29. Januar 1921 in Graz; † 17. Juni 2010 in Wien) war Herausgeber der „Kronen Zeitung“.
- Claus Gatterer (* 27. März 1924 in Sexten (Südtirol); † 28. Juni 1984 in Wien) war langjähriger Pressejournalist u. a. bei den Salzburger Nachrichten und Die Presse. In den 1970er-Jahren prägte er mit seinem ORF-Fernsehmagazin „teleobjektiv“ einen sozial engagierten Journalismus. Herausragende Publikationen, die diesen Prämissen folgen, werden seit 1985 jährlich mit dem Prof. Claus Gatterer-Preis ausgezeichnet.
- Fritz Molden (* 8. April 1924 in Wien; † 11. Januar 2014 in Schwaz) war österreichischer Widerstandskämpfer gegen den Nationalsozialismus, Journalist, Autor, Verleger und Diplomat. 1950 übernahm Fritz Molden als Verlagsdirektor die kaufmännischen Agenden der „Presse“ und gründete im selben Jahr die „Wochenpresse“. Zusammen mit Gerd Bacher gründete er die Boulevard-Zeitung „Express.“ Außerdem kaufte er später noch das „Wiener Wochenblatt“.
- Gerd Bacher (* 18. November 1925 in Salzburg; † 27. Juni 2015 ebenda) war langjähriger Pressejournalist und erster, prägender Generalintendant des ORF
- Hugo Portisch (* 19. Februar 1927 in Pressburg; † 1. April 2021 in Wien) wurde durch seine Art, komplizierte politische und wirtschaftliche Zusammenhänge auch für den Laien verständlich zu erklären, zu einem der bedeutendsten Journalisten in Österreich nach dem Zweiten Weltkrieg.
- Anton Fellner (* 25. Dezember 1927 in Wagram a. Wagram; † 7. Jänner 1997 in Kuba) war katholischer Publizist, 1964–1967 Chefredakteur der ersten Zeitung der Zweiten Republik, Neues Österreich, Leiter der Abteilung Religion des ORF 1975–1990.
- Thomas Chorherr (* 27. November 1932 in Wien; † 17. Juni 2018) war Chefredakteur und ab 1995 auch Herausgeber der Tageszeitung Die Presse
- Kurt Falk (* 23. November 1933 in Wien; † 15. November 2005 ebenda) war Medienunternehmer. Er war Eigentümer und Herausgeber der größten österreichischen Wochenzeitung Die ganze Woche und Mitgründer der Kronen Zeitung.
- Alfred Worm (* 14. Juni 1945 in Gmünd (Niederösterreich); † 5. Februar 2007 in Wien) war Journalist, Buchautor und Universitätslehrer. Alfred Worm war Lehrbeauftragter am Institut für Publizistik- und Kommunikationswissenschaft der Universität Wien. Ab 1988 war er maßgeblich mit daran beteiligt, dass dieses Institut ein eigenes Gebäude in der Schopenhauerstraße erhielt.
- Kurt Kuch (* 10. August 1972 in Oberwart; † 3. Jänner 2015 in Graz) war ein Investigativjournalist und Aufdecker. Unter anderem brachte er Details und Hintergründe zur Causa Hypo Alpe Adria, zur Telekom-Affäre, BUWOG-Affäre und Eurofighter-Affäre sowie den Offshore-Leaks ans Tageslicht.

### Wichtige lebende Journalisten
Nachfolgende Personen nach Geburtsdatum geordnet.
- Peter Michael Lingens (* 8. August 1939 in Wien) ist Mitbegründer des Nachrichtenmagazins „profil“.
- Oscar Bronner (* 14. Januar 1943 in Haifa) ist Gründer der österreichischen Magazine „profil“ und „trend“ sowie Herausgeber der von ihm gegründeten Tageszeitung „Der Standard“.
- Wolfgang Fellner (* 13. Oktober 1954 in Wien) war Gründer des „Rennbahn-Express“, des „Basta“ und der Zeitschrift „News“.
- Uschi Fellner (* 12. Februar 1962 in Wien) war Mitbegründerin von „News“ und gründete 2002 die Frauenzeitschrift „Woman“.
- Eva Dichand (* 26. Februar 1973 in Graz als Eva Kriebernegg) ist eine Medienmanagerin. Sie ist Herausgeberin und Geschäftsführerin von Heute, der größten Gratiszeitung.

## Österreichische Journalistenpreise (Auswahl)
Unter anderem folgende Journalistenpreise werden an österreichische Journalisten verliehen:
- Concordia-Preis
- Dr.-Karl-Renner-Publizistikpreis
- Journalist des Jahres
- Kurt-Vorhofer-Preis
- Medienlöwin
- Österreichischer Staats- und Förderungspreis für Wissenschaftspublizistik
- Prälat-Leopold-Ungar-JournalistInnenpreis
- Prof. Claus Gatterer-Preis
- Walther Rode Preis